# Lew Rochlin
Lew Jakowlewicz Rochlin (ros. Лев Яковлевич Рохлин; ur. 6 czerwca 1947 w Aralsku, zm. 2/3 lipca 1998 w Kłokowie) – radziecki i rosyjski generał porucznik i polityk, deputowany do Dumy Państwowej.

## Życiorys
Urodził się 6 czerwca 1947 r. w Aralsku w Kazachskiej Socjalistycznej Republice Radzieckiej jako najmłodszy z trójki dzieci i został nazwany na cześć dziadka. Jego ojciec, Jakow Lwowicz, został aresztowany i zesłany do łagru, gdy Rochlin miał 8 miesięcy. Od tego czasu matka, Ksenia Iwanowna, sama zajmowała się wychowywaniem dzieci. Po 10 latach krewni zainicjowali przeprowadzkę rodziny do radzieckiego Uzbekistanu. Po ukończeniu szkoły Rochlin rozpoczął pracę w fabryce samolotów, po czym został wcielony do wojska. W 1970 r. ukończył Taszkencką Wyższą Ogólnowojskową Szkołę Dowódczą. Początkowo służył w Niemczech, a następnie wstąpił do Akademii Wojskowej im. Michaiła Frunzego, którą ukończył w 1977 r., po czym został skierowany do służby w okręgach wojskowych: Leningradzkim, Turkiestańskim i Zakaukaskim oraz w Afganistanie.
W 1982 r., stacjonując w radzieckiej jednostce wojskowej w Afganistanie, został w stopniu podpułkownika mianowany dowódcą 860. niezależnego pułku strzelców zmotoryzowanych. Podczas tego konfliktu często osobiście uczestniczył w misjach i starciach – w ciągu kilku miesięcy zdobył duże uznanie wśród podwładnych. Jego reputację budowały także odnoszone porażki, m.in. rajd grupy batalionowej do fortyfikacji w wąwozie Koran-o-Mudżan, gdzie jego oddział wpadł w zasadzkę mudżahedinów i stracił 12 ludzi oraz 8 wozów. Na przeprowadzenie tego ataku naciskali przełożeni Rochlina, zaś on sam był mu przeciwny, wskazując na niedostatki zaopatrzenia, rozproszenie pułku i trudne warunki atmosferyczne. Po operacji Rochin skrytykował rozkazy swojego dowódcy marsz. Siergieja Sokołowa, za co został zdegradowany i przeniesiony na stanowisko zastępcy dowódcy 191. Pułku Strzelców Zmotoryzowanych w Ghazni.
Już w styczniu 1984 r. miejsce stacjonowania tej jednostki zostało otoczone przez Afgańczyków, a dowódca pułku uciekł w środku bitwy helikopterem. Rochlin przejął wówczas dowodzenie, odpierając atak, za co przywrócono mu rangę i stanowisko dowódcy pułku. Jesienią 1984 r., podczas operacji w Urgun, został zestrzelony wraz ze śmigłowcem, którym podróżował. Złamał wówczas obie nogi oraz kręgosłup. Przechodził rehabilitację w Kabulu, a następnie w Taszkiencie. Po powrocie do zdrowia został przydzielony do dowodzenia 152 Dywizją Strzelców Zmotoryzowanych w Kutaisi, a rok później objął dowodzenie 75 Dywizją Strzelców Zmotoryzowanych w Nachiczewanie. Podczas rozpadu ZSRR był świadkiem masowych dezercji i pogromu w Sumgaicie.
W 1991 r. rozpoczął edukację w Akademii Sztabu Generalnego, którą ukończył w 1993 r. W czerwcu tego samego roku został dowódcą 8 Gwardyjskiego Korpusu Armii i garnizonu w Wołgogradzie. W listopadzie 1994 r. jego Korpus został wysłany do Czeczenii, gdzie od 1 grudnia 1994 r. do lutego 1995 r. dowodził północnym zgrupowaniem wojsk federalnych. Był jednym z czterech generałów prowadzących szturm na Grozny, przy czym jego grupa jako jedyna zdołała zdobyć przyczółek w mieście, w efekcie czego prawie wszystkie kluczowe punkty miasta zostały zajęte przez jednostki Rochlina, w tym pałac prezydencki Dżochara Dudajewa. 
Zasłynął tym, że odmówił przyjęcia tytułu Bohatera Federacji Rosyjskiej przyznanego mu za zdobycie Groznego, gdyż jego zdaniem nie można być bohaterem w wojnie domowej i uznał ten sukces za pyrrusowe zwycięstwo.
Władze rosyjskie postanowiły wykorzystać jego popularność do podniesienia notowań rządu. W 1995 r. został wybrany do Dumy Państwowej Federacji Rosyjskiej z federalnej listy ruchu Nasz Dom Rosja, który został utworzony w tym samym roku w celu wsparcia polityki Borysa Jelcyna (ugrupowaniem kierował ówczesny premier Rosji Wiktor Czernomyrdin). Jako członek Dumy został wybrany przewodniczącym Komisji Obrony.
Generał Rochlin szybko opuścił partię, zdystansował się od prezydenta i przeszedł do opozycji, a dzięki dostępowi do dokumentów kompromitujących otoczenie Jelcyna, zaczął otwarcie wymieniać beneficjentów wojny czeczeńskiej. 24 czerwca 1997 r. skrytykował rządowe plany drastycznego zmniejszenia armii i wydatków na nią oraz osobiście prezydenta Jelcyna za błędne decyzje i brak doświadczenia wojskowego. Nawoływał wtedy też do tworzenia komitetów żołnierskich. Od lata 1997 r. przewodniczył Ogólnorosyjskiemu Ruchowi Wspierania Armii, Nauki Wojskowej i Przemysłu Obronnego, do którego należało wielu znanych i wpływowych emerytowanych funkcjonariuszy armii i organów ścigania. Ruch posługiwał się retoryką antyrządową, a sam Rochlin oskarżał Jelcyna o zdradę. 
Jego zdaniem wojna czeczeńska była błędem, gdyż Rosja nie posiadała sprawnego wywiadu, jednostki wojskowe były w złym stanie i niskim morale, a operacja była nieprzygotowana. Uważał też, że z prezydentem Dudajewem można było zawrzeć porozumienie i uniknąć wojny, jednak jej przeprowadzenie leżało w interesie wąskiej grupy oficjeli, którzy na niej zarobili. Wtedy też odmówił przyjęcia tytułu Bohatera Federacji Rosyjskiej. Zamiarem Rochlina był czynny udział, na czele Ruchu, w wyborach parlamentarnych w 1999 r. W 1997 r. dużo podróżował, wygłaszał przemówienia i odbywał liczne spotkania z wysokimi oficerami w całym kraju. Dzięki jego protekcji jego dawny 8. Korpus stał się jedną z najlepiej wyposażonych jednostek w całej rosyjskiej armii. W tym okresie jego działania były przygotowaniami do puczu, który miał się zacząć od wystąpienia 8. Korpusu w Wołgogradzie, a następnie innych jednostek, m.in. brygady piechoty morskiej w Sewastopolu i riazańskiej szkoły wojsk powietrznodesantowych.
Zginął w nocy z 2 na 3 lipca 1998 r. we własnej daczy we wsi Kłokowo pod Moskwą. Według oficjalnej wersji po rodzinnej kłótni został zastrzelony we śnie przez żonę, która miała oskarżać go o zdrady, zaniedbywanie i brak pomocy w opiece nad chorym dzieckiem. Po przybyciu policji żona przyznała się do winy, ale trzy dni później odwołała zeznania, twierdząc, że została do nich zmuszona. Według jej późniejszej wersji, nieznani jej ludzie włamali się do ich domu, zażądali od Rochlina wydania pistoletu, po czym zastrzelili go z tejże broni. Następnie, grożąc zabiciem dzieci, zmusili ją do przyznania się do winy. W toku śledztwa ustalono, że na ubraniu i rękach kobiety nie było śladów prochu, a na pistolecie nie zidentyfikowano jej odcisków palców; ponadto kula trafiła z bliskiej odległości w boczną część czaszki, co może wskazywać na udział zawodowego strzelca. Dzień po morderstwie znaleziono też w spalonym samochodzie, 500 m od daczy Rochlina, ciała trzech zastrzelonych z bliskiej odległości przestępców. Po jego śmierci Ruch Wspierania Armii stracił na znaczeniu. 
Pucz zaplanowany był na 20  lipca 1998 r., nominacja Władimira Putina na szefa FSB, która odbyła się kilka dni później, stała się podstawą teorii spiskowej, jakoby akcję likwidacji Rochlina miał przeprowadzić zespół dowodzony przez Putina
W 2000 r. Tamara Rochlina została skazana za zabójstwo męża na 8 lat kolonii karnej, ale po apelacji sąd zmniejszył wymiar kary do 4 lat, a Sąd Najwyższy uchylił wyrok i polecił powtórnie rozpatrzyć sprawę. W 2001 r. wznowiono postępowanie, a Rochlinę zwolniono z więzienia.  W 2005 r. sąd ponownie uznał ją winną i po raz kolejny skazał na 4 lata więzienia  (tym razem w zawieszeniu).
Lew Rochlin był żonaty z Tamarą, miał syna Igora i córkę Jelenę.